# C-58 (Spanje)
De Autopista C-58 is een toegangsweg tot Barcelona vanuit het noordoosten in Catalonië, Spanje. De weg verbindt de Autopista C-16 met de hoogte van Terrassa en Barcelona. Voor de hernoeming van wegen in Spanje stond de weg bekend als de A-18 samen met het gedeelte Terrassa - Manresa, wat nu deel uitmaakt van de C-16.
Deze weg sluit ook aan op beide randwegen van Barcelona, de Ronda del Litoral en de Ronda de Dalt.

## Afritten
| Afritnr. | Afritnaam                                                       |
| -------- | --------------------------------------------------------------- |
| 1        | C-17 / Vic / Montcada i Reixac                                  |
| 4        | Cerdanyola del Vallès / Ripollet / Montcada i Reixac            |
| 7        | Badia del Vallès / Barberà del Vallès / Sector Baricentro       |
| 8        | AP-7 / Lleida / Tarragona/ Girona                               |
| 11       | Sabadell zuid / Autònoma Bellaterra                             |
| 12       | Sabadell Centre - noord / Sant Quirze del Vallès zuid - centrum |
| 12       | Sant Quirze del Vallès                                          |
| 12       | Matadepera / Rubí                                               |
|          | Aansluiting met de C-16/Terrassa                                |